# Iron Mountain Lake
Iron Mountain Lake é uma cidade localizada no estado americano de Missouri, no Condado de St. François.

## Demografia
Segundo o censo americano de 2000, a sua população era de 693 habitantes.
Em 2006, foi estimada uma população de 705, um aumento de 12 (1.7%).

## Geografia
De acordo com o United States Census Bureau tem uma área de 5,4 km², dos quais 5,1 km² cobertos por terra e 0,3 km² cobertos por água. Iron Mountain Lake localiza-se a aproximadamente 346 m acima do nível do mar.

## Localidades na vizinhança
O diagrama seguinte representa as localidades num raio de 16 km ao redor de Iron Mountain Lake.